# Èquium
Èquium (Echium) és un gènere de plantes amb flors que compta amb unes 60 espècies dins la família Boraginaceae.
L'espècie tipus és la llengua de bou Echium vulgare. Les espècies d'èquium són natives del nord d'Àfrica, Europa, Madeira i les illes Canàries, però han passat a ser plantes invasores al sud d'Àfrica i Austràlia especialment Echium plantagineum dona molts problemes a Austràlia.
Un estudi recent amb marcadors filogenètics ha reconstruït l'activa colonització del gènere Echium per totes les illes i arxipèlags Macaronèsics, així com la seva especiació geogràfica i ecològica. Aquest estudi mostra dos processos d'expansió coincidents amb dos canvis importants en el clima, registrats en aquesta regió: durant l'adveniment del corrent fred Canari, fa 4 milions d'anys, i durant l'establiment d'una forta estacionalitat durant el Plistocè, fa gairebé dos milions d'anys.

## Usos
Moltes espècies són plantes ornamentals en jardineria. A Creta es mengen els brots tendres cuits d'Echium italicum(anomenat πάτεροι o βοϊδόγλωσσες).
L'oli d'èquium conté alts nivell d'àcid linolènic alfa (ALA), gamma (GLA) i àcid estearidònic (SDA), que el fan valuós per la cura de la pell en cosmètica i com a potencial aliment funcional i alternativa a l'oli de peix.

## Espècies autòctones als Països Catalans
Echium humile, Echium calycinum, Echium arenarium, Echium italicum, Echium sabulicola, Echium vulgare, Echium plantagineum i Echium creticum.

## Algunes espècies
- Echium acanthocarpum Svent.
- Echium aculeatum Poir.
- Echium albicans Lag. & Rodr.

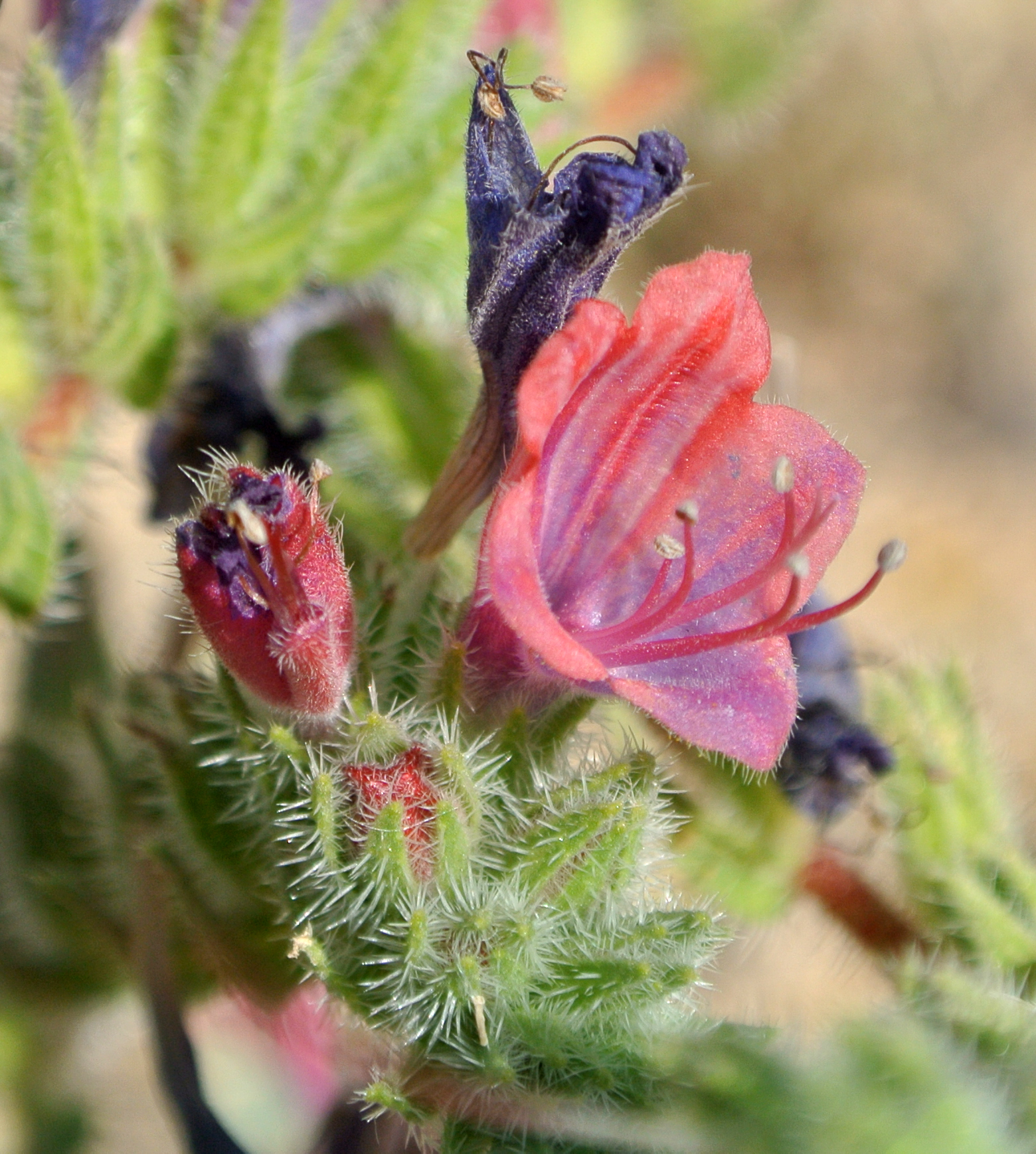
Echium judaeum

- Echium amoenum Fisch. & Mey.: Gol-e-Gavzaban or Gol Gavzaban
- Echium angustifolium Lam.
- Echium arenarium Guss.
- Echium asperrimum Lam.
- Echium auberianum Webb et Berth.
- Echium bethencourtii Santos
- Echium boissieri Steudel
- Echium bonnetii Coincy
- Echium brevirame Sprague et Hutch.
- Echium callithyrsum Webb ex Bolle
- Echium candicans L. fil. : Pride of Madeira
- Echium creticum L.
- Echium decaisnei Webb
- Echium flavum Desf.
- Echium gaditanum Boiss.
- Echium gentianoides
- Echium giganteum L. fil.
- Echium handiense Svent.

- Echium humile Desf.
- Echium italicum L.; Bolenga
- Echium judaeum

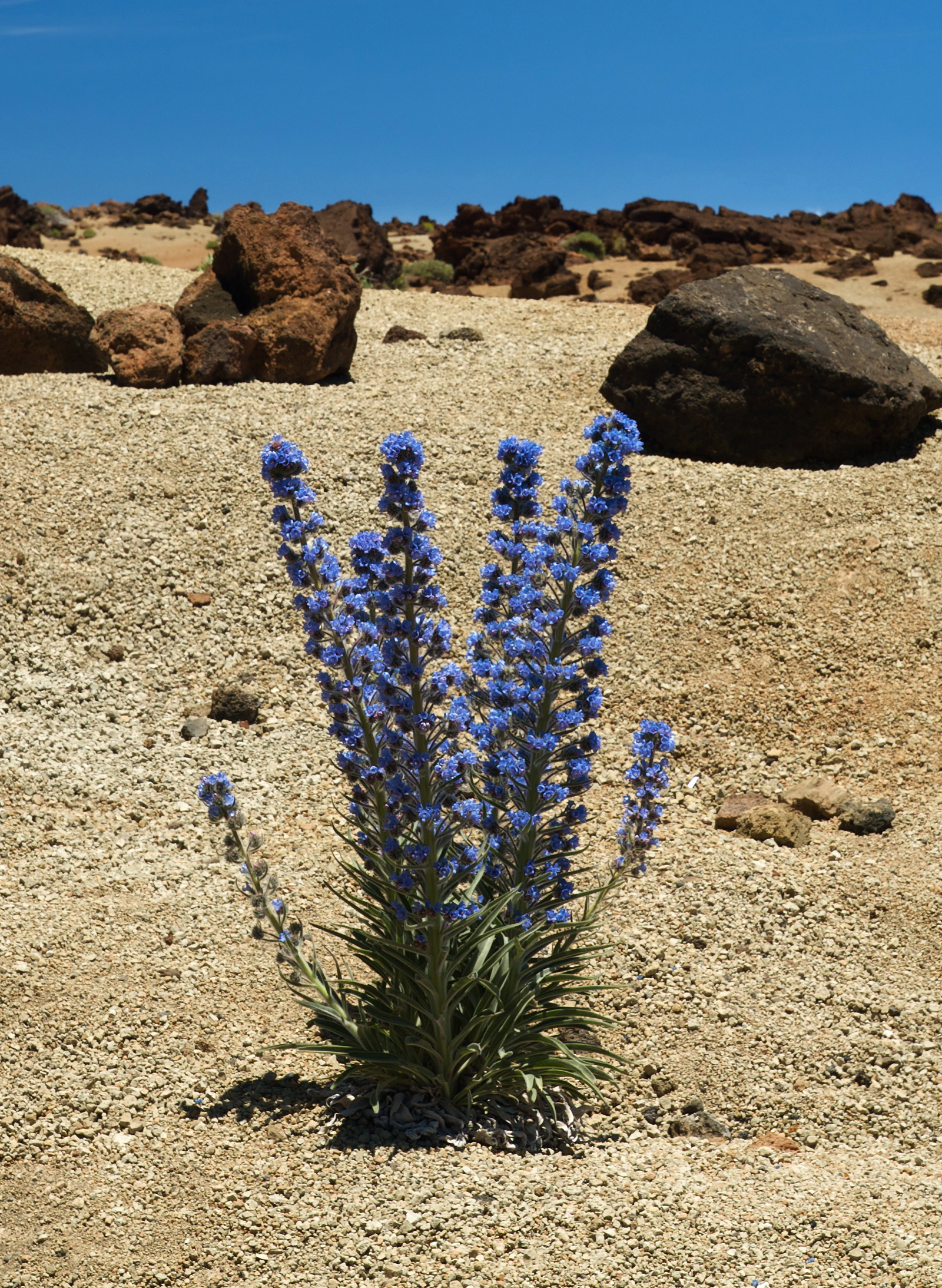
Echium auberianum

- Echium lancerottense Lems et Holz.
- Echium leucophaeum Webb ex Sprague et Hutch.
- Echium lusitanicum L.
- Echium marianum Boiss.
- Echium nervosum Dryand. in W.T. Aiton
- Echium parviflorum Moench : Small-flowered Viper's-bugloss
- Echium pavonianum Boiss.
- Echium pininana Webb et Berth. : Giant Viper's-bugloss
- Echium plantagineum L. : Purple Viper's-bugloss, Patterson's Curse
- Echium pustulatum Sibth. & Sm.
- Echium rosulatum Lange : Lax Viper's-bugloss
- Echium russicum J.F.Gmel.
- Echium sabulicola Pomel
- Echium salmanticum Lag.
- Echium simplex DC.
- Echium strictum L.f.
- Echium sventenii Bramw.
- Echium tuberculatum Hoffmanns. & Link
- Echium virescens DC. : Tower of Jewels
- Echium vulgare L : Viper's Bugloss
- Echium webbii Coincy
- Echium wildpretii Pears. ex Hook. fil.
- Echium wildpretii subsp. trichosiphon